# 斯托克波特
斯托克波特是英國的一座城市。位於英格蘭的大曼徹斯特地區。曼徹斯特市中心的東南。

## 友好城市
- 法國贝济耶 （1972年）
- 德国海尔布隆 （1982年）

## 外部連結
- Stockport Council （页面存档备份，存于）
- Stockport Express （页面存档备份，存于）